# Anna Thalbach
Pour les articles homonymes, voir Thalbach (homonymie).
Anna Maria Thalbach, née à Berlin le 1er juin 1973 , est une actrice allemande.

## Biographie
Anna Thalbach est la fille de l'actrice Katharina Thalbach. Sa fille, Nellie (de), est également actrice.

## Filmographie partielle

### Au cinéma
- 2004 : La Chute de Oliver Hirschbiegel : Hanna Reitsch
- 2004 : Les Pirates de l'Edelweiss de Niko et Kiki von Glasow
- 2008 : Krabat de Marco Kreuzpaintner
- 2008 : La Bande à Baader de Uli Edel : Ingrid Schubert
- 2010 : Carlos d'Olivier Assayas

### À la télévision
- 2011 : Frédéric II, roi de Prusse : Frédéric II de Prusse, jeune (dans ce même téléfilm-documentaire, le rôle de Frédéric II plus âgé est tenu par sa mère, Katharina).